# Rosendahls Tändsticksfabrik
Rosendahls Tändsticksfabrik var en tändsticksfabrik i Mönsterås.  
Det har funnits 33 tändsticksfabriker i Kalmar län, varav två i Mönsterås. Den första i Mönsterås var Rosendahls Tändsticksfabrik, som var verksam 1869-1887.
År 1892 anlades en andra fabrik, Mönsterås Tändsticksfabrik av bröderna Ernst August Kreuger och Fredrik Kreuger (född 1858), vilken drevs under firma E & F Kreuger i Kalmar. Bröderna Kreuger fortsatte med att 1906 grunda Kalmar Tändsticksfabrik i Kalmar. 
Rosendahls Tänsticksfabrik anlades 1869 av apotekaren i Borgholm Götvid Frykman (1811-1876). År 1876 sålde han fabriken till A.M. Lindquist, som lät bygga ut och modernisera verksamheten. Fabriken sysselsatte vid 1880-talets början omkring 120 personer, varav många barn i tolv-trettonårsåldern. 
Efter konkurs och nedläggning 1887 användes lokalerna under en period för tillverkning av halmhylsor (till skydd för buteljer). Inget av fabriken återstår idag.